# Copicucullia mcdunnoughi
Copicucullia mcdunnoughi là một loài bướm đêm trong họ Noctuidae.